# 天水圍循道衛理小學
天水圍循道衛理小學（英語：Tin Shui Wai Methodist Primary School）為香港元朗區一所津貼小學，位於天水圍天頌苑內，於1999年創立。

## 歷史
此校於1998年申辦，為循道衛理聯合教會於同年5月決議批量申辦的新中、小學申請之一，但最後僅有此校申請獲批。
至1999年，此校正式開辦。及後，此校自2001年起，決定與同年開辦的天水圍循道衛理中學結為「一條龍學校」，但有關安排直至翌年才生效。

## 校舍
此校為一座1995年版小學靈活式校舍，佔地5,835平方米，設有30間課室及各種特別室。
校舍工程綑綁於天頌苑一期建築合約，由耀榮建築有限公司承建，於1997年展開上蓋工程，至1999年竣工。

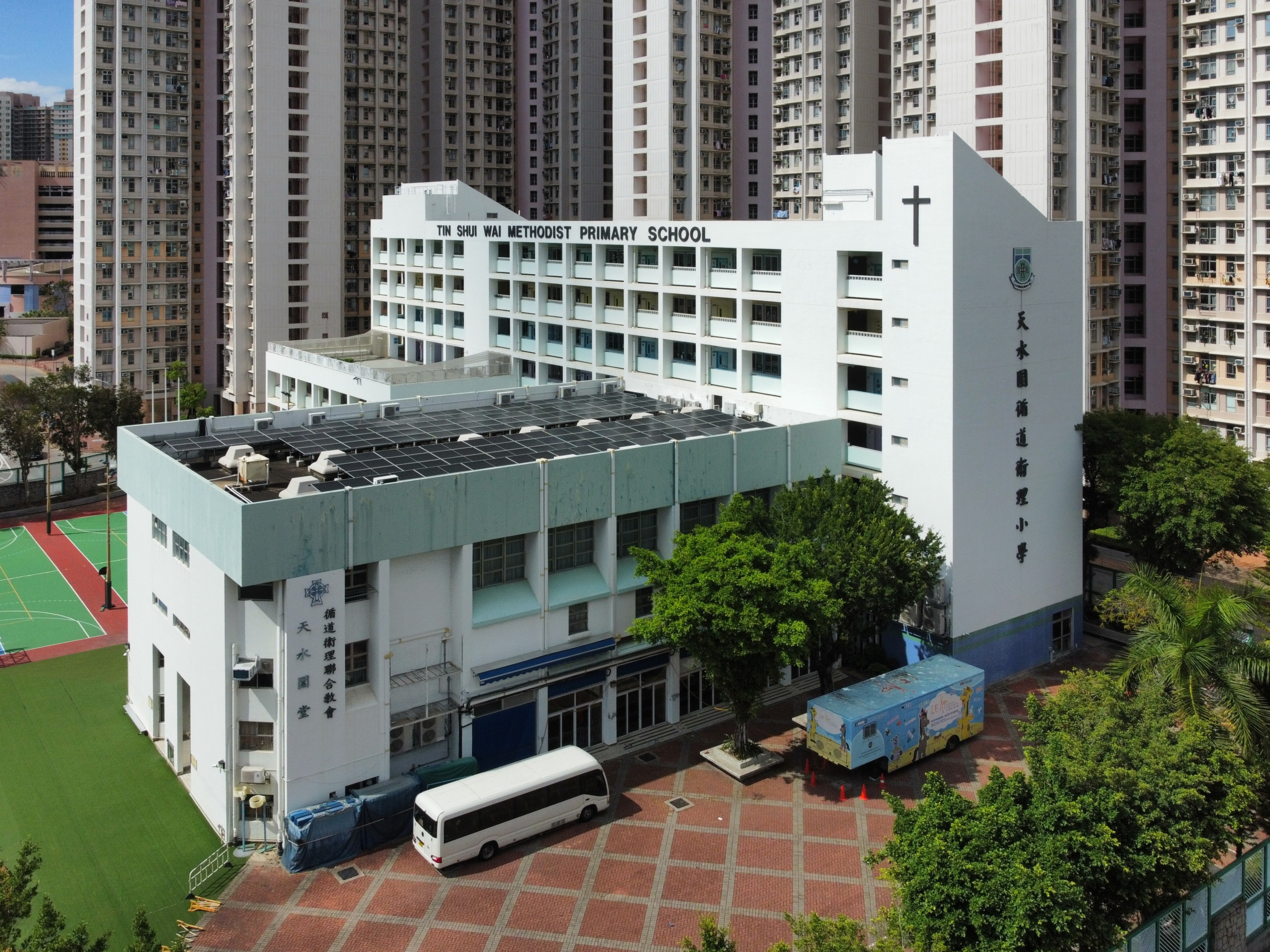

## 歷任行政人員

### 校監
- 陳升惕 建築師（1999年-？，創校校監，兼辦學團體副會長）[10]
- 王玉慈 牧師

### 校長
- 蘇炳輝 先生（1999年-2024年，創校校長）[11]
- 鍾君玲 女士（2024年履新，現任校長）

## 軼事及事件
- 在此校校舍進行分配時，同區受元朗邨拆卸影響的元朗天主教小學亦有份競逐。由於無法投得校舍，該校已於2000年停辦[12]。

## 外部連結
- 天水圍循道衛理小學官方網站 （页面存档备份，存于）